# 미시마정 (시즈오카현)
미시마정(일본어: 三島町)은 일본 시즈오카현의 동부, 기미사와군·다가타군에 속했던 정이다.

## 역사
- 1889년 4월 1일 - 정촌제 시행에 의해 기미사와군 미시마정이 성립하였다.
- 1896년 4월 1일 - 군제 시행에 의해 다가타군 미시마정이 되었다.
- 1935년 4월 1일 - 기타우에촌을 편입하였다.
- 1941년 4월 29일 - 니시키다촌과 신설합병해, 미시마시가 성립하여, 동일 미시마정은 폐지되었다.

## 교통

### 철도
- 철도성
  - 도카이도 본선
- 슨즈 철도 (현 이즈 하코네 철도
  - 슨즈선
  - 기도선 (1936년 폐선)

## 참고문헌
- 가도카와 일본 지명 대사전 22 静岡県